# الربع (العامرية)
الربع هي إحدى مشيخات المملكة المغربية، تتبع جغرافيا لإقليم قلعة السراغنة وإداريًا لالعامرية. يقدر عدد سكانها بـ 5760 نسمة حسب الإحصاء الرسمي للسكان والسكنى لسنة 2004.